# William Gargan
William Gargan (født 17. juli 1905, død 17. februar 1979) var en amerikansk film-, tv- og radioskuespiller.